# Алессандро Бірінделлі
Алессандро Бірінделлі (італ. Alessandro Birindelli, нар. 12 листопада 1974, Піза) — італійський футболіст, що грав на позиції захисника. По завершенні ігрової кар'єри — футбольний тренер.
Виступав, зокрема, за клуб «Ювентус», а також національну збірну Італії.
Триразовий чемпіон Італії. Триразовий володар Суперкубка Італії з футболу. Володар Кубка Інтертото. 

## Клубна кар'єра
Народився 12 листопада 1974 року в місті Піза.
У дорослому футболі дебютував 1992 року виступами за команду клубу «Емполі», в якій провів п'ять сезонів, взявши участь у 118 матчах чемпіонату. 
Своєю грою за цю команду привернув увагу представників тренерського штабу клубу «Ювентус», до складу якого приєднався 1997 року. Відіграв за «стару сеньйору» наступні одинадцять сезонів своєї ігрової кар'єри. За цей час тричі виборював титул чемпіона Італії, знову ставав чемпіоном Італії, володарем Суперкубка Італії з футболу (двічі), володарем Кубка Інтертото.
Протягом 2008—2009 років захищав кольори команди клубу «Піза».
Завершив професійну ігрову кар'єру у клубі «Пешина», за команду якого виступав протягом 2009—2010 років.

## Виступи за збірні
У 1997 році залучався до складу молодіжної збірної Італії. На молодіжному рівні зіграв у 3 офіційних матчах.
У 2002 році дебютував в офіційних матчах у складі національної збірної Італії. Протягом кар'єри у національній команді, яка тривала усього 3 роки, провів у формі головної команди країни 6 матчів.

## Кар'єра тренера
Розпочав тренерську кар'єру відразу ж по завершенні кар'єри гравця, 2010 року, увійшовши до тренерського штабу збірної Замбії, очолюваного його співвітчизником Даріо Бонетті.
В подальшому очолював команду клубу «Пістоєзе».
Наразі останнім місцем тренерської роботи був клуб «Динамо» (Бухарест), в якому Алессандро Бірінделлі був одним з тренерів головної команди до 2013 року.
| Дата       | Місто              | Господарі  | Результат | Гості             | Турнір            | Голи | Примітки |
| ---------- | ------------------ | ---------- | --------- | ----------------- | ----------------- | ---- | -------- |
| 20-11-2002 | Пескара            | Італія     | 1 – 1     | Туреччина         | товариський матч  | -    |          |
| 12-3-2003  | Генуя              | Італія     | 1 – 0     | Португалія        | товариський матч  | -    |          |
| 29-3-2003  | Мілан              | Італія     | 2 – 0     | Фінляндія         | Відбір до ЧЄ 2004 | -    |          |
| 3-6-2003   | Кампобассо         | Італія     | 2 – 0     | Північна Ірландія | товариський матч  | -    |          |
| 31-3-2004  | Брага (Португалія) | Португалія | 1 – 2     | Італія            | товариський матч  | -    |          |
| 18-8-2004  | Рейк'явік          | Ісландія   | 2 – 0     | Італія            | товариський матч  | -    |          |
| Усього     |                    | Матчів     | 6         |                   | Голів             | 0    |          |

## Титули і досягнення
- Переможець Середземноморських ігор: 1997
- Чемпіон Італії (3):

«Ювентус»: 1997–98, 2001–02, 2002–03
- Чемпіон Італії (анульовано):

«Ювентус»: 2004–05
- Володар Суперкубка Італії з футболу (3):

«Ювентус»: 1997, 2002, 2003
- Володар Кубка Інтертото (1):

«Ювентус»: 1999